# Eleutherodactylus hedricki
Eleutherodactylus hedricki är en groddjursart som beskrevs av Juan A. Rivero 1963. Eleutherodactylus hedricki ingår i släktet Eleutherodactylus och familjen Eleutherodactylidae. IUCN kategoriserar arten globalt som starkt hotad. Inga underarter finns listade i Catalogue of Life.